# Game of Emperors
Game of Emperors es un videojuego de estrategia en tiempo real multijugador masivo en línea, desarrollado por la empresa búlgara "Imperia Online" S.A.U. El primer lanzamiento en la red es en febrero de 2016 y es traducido a 30 idiomas.

## Jugabilidad
La acción en Game of Emperors tiene lugar en la Edad Media. Cada jugador comienza su juego con el fin de desarrollar su provincia mediante la construcción de edificios económicos y militares, haciendo investigación en la universidad, que se encuentra en la capital, además, los jugadores deben incrementar su ejército para poder participar en batallas. El nivel de bienestar debe ser alto para que no haya migración de población. Los jugadores pueden comunicar entre sí a través de mensajes, pueden crear o unirse a alianzas.

### Primeros pasos
Es necesario registrarse en www.gameofemperors.com, lo que es completamente gratuito. Se requiere dirección de correo electrónico, nombre de usuario y contraseña. A continuación, el jugador debe seguir los pasos de un tutorial que da pautas para los módulos principales del juego y recompensa al jugador por completar con éxito las tareas que se le asignan. La finalización exitosa de todos los pasos desbloquea la posibilidad de completar misiones.

### Provincias y edificios
La provincia es la principal unidad administrativa del juego. Las provincias son todos los territorios alrededor de la capital que el jugador ha conquistado. Más provincias se pueden adquirir por anexión en el Mapa global. Para ello, se necesita un nivel libre de Poder centralizado (cada nivel permite una provincia anexada) y una victoria sobre el territorio libre. Los puntos que reciben los jugadores por anexar una provincia corresponden a los edificios en ella.
Hay casi 30 edificios en el juego y cada uno de ellos tiene una función especial. Los edificios se están construyendo y mejorando en el Centro de la ciudad. Aquí es donde cada jugador comienza su desarrollo. Los edificios se dividen en dos tipos principales: "Economía" y "Militar".

### Nobles
Cada retrato de noble en el palacio lleva a su perfil. Allí los jugadores pueden verificar el estado civil, los niveles de experiencia, los talentos innatos y las habilidades. Además, un noble puede ser designado heredero al trono o ser elegido como candidato de matrimonio. La elección de habilidades y la subida pagada de experiencia también se pueden hacer desde el perfil. Las habilidades de gobernador, como por ejemplo los bonos a la producción de recursos y al desarrollo militar, estimulan el desarrollo general de la provincia, mientras que las habilidades de general afectan el rendimiento durante una batalla. Un general puede ser capturado por el ejército enemigo, si se pierde una batalla.

### Población
La población en Game of Emperors puede crecer con el desarrollo de la Medicina y/o la activación de Premium. Si hay pérdidas debido a una escasez de Granjas, la subida del nivel de Granjas reducirá estas pérdidas y aumentará el crecimiento neto en consecuencia. Los niveles de migración aumentan también ante un descenso de los niveles de bienestar. Cuanto menor es el bienestar promedio, mayor es la probabilidad de que el jugador pierda más población. En caso de que la población supere el límite permitido por el nivel actual de Casas, esta población automáticamente queda sin hogar. El crecimiento de la población sin hogar es dos veces menor. Esta población puede ser empleada en el ejército, pero no puede ser empleada en las minas, por lo tanto, no produce recursos. El nivel de Casas debe ser subido para poder utilizar a la población sin hogar. Cuando la población llega a 200.000, ya no hay población sin hogar.

### Alianzas
Las alianzas en Game of Emperors son grupos de jugadores que tienen un objetivo común y se unen en torno a una estrategia común. Los miembros de una alianza aportan recursos a la tesorería de la alianza, que se invierten en investigaciones, guerras, dominios de alianza, aumento de la influencia cultural y militar, etc. Los aliados pueden apoyarse económica y militarmente transfiriendo oro. Las alianzas se clasifican en una clasificación separada, basada principalmente en el número total de puntos netos de los miembros.

### Recursos
Los recursos se necesitan para el desarrollo de las provincias y el entrenamiento de unidades militares. La madera, el hierro y la piedra se extraen en los respectivos edificios: Carpintería, Mina de hierro y Cantera de piedra. Los recursos también se expresan en la riqueza que producen los trabajadores en las minas del imperio, así como en los impuestos que se recaudan de la población. Todo esto se puede invertir en edificios, investigaciones y ejército. La producción de recursos puede incrementarse mediante el desarrollo de las tres estructuras generadoras de recursos, a fin de crear nuevos puestos de trabajo y así aumentar la producción. El cuarto recurso principal es el oro. Se utiliza para casi todo tipo de investigaciones, entrenamiento militar y desarrollo de edificios. Además, es la moneda universal para comprar y vender los otros tres tipos de recursos. El oro se recolecta a través de impuestos, la venta de recursos en el mercado, asedios de fortaleza exitosos, depósito en el banco y como uno de los posibles premios en los diferentes cofres con bonos en el juego. También existen los llamados "Recursos especiales" que se pueden encontrar en el mapa global. Existen más de 50 tipos de recursos especiales, cuyo objetivo principal es dar bonos a la producción de recursos, a las características de las unidades militares, a la acumulación de experiencia, etc.
La cantidad máxima de cada recurso que puede tener en una provincia / colonia, antes de que se congele la producción, está determinada por el nivel de la fortaleza. Cuando se alcanza el máximo, la provincia / colonia puede recolectar cantidades aún mayores, pero simplemente deja de producir hasta que la cantidad caiga por debajo del límite o se construya un nuevo nivel de fortaleza.

### Pronóstico del tiempo
El tiempo juega un papel importante en la vida de todos los jugadores de Game of Emperors, agregando diariamente varios bonos positivos y negativos a todos los imperios. El pronóstico del tiempo muestra cuáles serán las condiciones meteorológicas en los próximos 5 días de la era, así como qué efectos positivos y negativos tendrá sobre la economía y los asuntos militares.

### 18 maravillas del mundo
Hay 18 edificios especiales que pueden ser construidos por todos los jugadores que han alcanzado el nivel 25 de Arquitectura.
Solo los niveles más altos de estos edificios en todo el mundo se consideran maravillas y aparecen en el mapa global, al lado de los imperios de sus propietarios.
Cada maravilla otorga un bono especial al propietario y a todos sus aliados, como sigue:
- El Obelisco Místico: bono diario de 5 puntos de bienestar
- El Pico de Fuego: 5 puntos de bono al límite del bienestar
- La Torre Celeste: -10% del tiempo de investigación
- Las Pirámides del Sol: -10% del tiempo de construcción
- El Palacio de la Aurora: 10% al efecto de las granjas
- El General: -10% del tiempo de entrenamiento de ejército
- El Gran Caballero: -10% del tiempo de viaje del ejército
- La Atalaya Dorada: 100% de bono a la efectividad de los espías
- Las Tierras Místicas: 10% más a los premios del templo
- El Cerco del Dragón: 10 puntos menos de moral para todos los atacantes
- El Palacio Prohibido: 50% de bono al ingreso de oro de comercio y vasallos
- La Puerta de la Victoria: 5 puntos de bono a la moral
- Los Jardines de la Vida: 10% de bono al crecimiento de población
- El Templo de la Perdición: 10% de bono al ataque en la primera ronda
- El Sepulcro de la Guerra: 5% menos al mantenimiento de ejército
- El Observatorio Antiguo: 10% de bono al radio de todas las logísticas
- El Acueducto: 50% de bono al ingreso de oro de comercio y vasallos, 10% al efecto de las granjas, 10% de bono al crecimiento de la población
- El Altar del Señor de la guerra: -10% del tiempo de viaje, -5% del mantenimiento del ejército, +10% de bono al ataque en la primera ronda de la batalla

Cada jugador tiene la oportunidad de desarrollar más de un edificio especial, pero solo puede poseer una maravilla. Esto significa que si se alcanza el nivel máximo de más de un edificio especial, el jugador debe elegir uno de ellos, que se convertirá en una maravilla, dando un bono a él y a sus aliados.

### Batallas
El sistema de combate en Game of Emperors es complejo, aunque se compone de solo cinco tipos principales de unidades militares. Son espadachines, lanceros, arqueros, caballería y máquinas de asedio. El resultado de cada batalla se determina automáticamente en el momento del enfrentamiento y los ejércitos no pueden controlarse directamente. Hay tres tipos de batallas en el juego, según la mecánica y el beneficio para el atacante: batalla campal, asedio de la fortaleza e incendio.
El primer tipo envía tropas para luchar solo contra el ejército campal del enemigo, sin incluir un asedio de la fortaleza o incendio de la población civil. La única ganancia para el atacante son los puntos militares por derrotar a las unidades enemigas y los puntos de honor. El asedio de la fortaleza se realiza después de una exitosa batalla campal por parte del atacante. Con un asedio de la fortaleza exitoso se saquean recursos. Si el jugador elige incendio, su ejército causa daño a la población civil. Se gana oro por cada víctima muerta, pero también hay una penalización en forma de pérdida de honor.

## Historia
Game of Emperors se lanzó en febrero de 2016, como un juego de navegador. También está disponible para jugar en las redes sociales Facebook y Odnoklassniki, la red social rusa más grande.
En diciembre de 2017, Game of Emperors debutó en todas las plataformas de Windows Phones y Windows Tablet / PC.
En 2018, Game of Emperors se puso a disposición en Armor Games, uno de los sitios más grandes para juegos de navegador.
A principios de 2019, en todos los mundos del juego se lanza el chat global, una función que mejora el elemento social y permite a los jugadores comunicar simultáneamente en un solo lugar.

## Premios / Nominaciones
Premios BAIT 2016
- Nominación para software de entretenimiento - "Imperia Online" S.A.U. con Game of Emperors

Premios TIGA 2018
- Nominación para mejor estrategia[9][10]

Premios Indie Prize en Londres 2018
- Nominado al premio Indie Prize

## Idiomas
| búlgaro | inglés   | portugués | portugués brasileño | español  | italiano  |
| turco   | serbio   | croata    | polaco              | eslovaco | francés   |
| árabe   | persa    | ruso      | ucranio             | checo    | macedónio |
| griego  | holandés | chino     | japonés             | hindi    | sueco     |
| húngaro | esloveno | rumano    | alemán              | albanés  | hebreo    |